# John Whitty
John Whitty (* 7. November 1977) ist ein englischer Snookerspieler aus Liverpool. Zwischen 1995 und 2000 spielte er vier Jahre als Profi auf der Main Tour.

## Karriere
John Whitty begann seine Snookerkarriere in der Saison 1995/96, als die Profitour noch allen Spielern offenstand. Gleich bei seinem ersten Turnier, dem Thailand Classic, überstand er drei Qualifikationsrunden und beim Grand Prix schlug er unter anderem Hugh Abernethy, Steve Judd und Jamie Woodman und erreichte die Runde der Letzten 96. Bei der Weltmeisterschaft schaffte er es bis in die Best-of-19-Runden, wo er 6:10 gegen Barry Pinches verlor. Im Jahr darauf erreichte er zwar höhere Qualifikationsrunden, unter die Letzten 128 kam er aber bei keinem Turnier. Über Platz 222 der Weltrangliste kam er damit nicht hinaus.
In der Saison 1997/98 wurde das Feld der Spieler aufgeteilt in Main Tour und UK Tour. Er musste in die WPBSA Qualifying School, sein bestes Ergebnis war das Gruppenhalbfinale im vierten Turnier, was nicht ausreichte. Statt der großen Turniere musste er in diesem Jahr UK-Tour-Turniere spielen. Sein bestes Ergebnis war das Viertelfinale in Turnier 4. 1998/99 kehrte er auf die Main Tour zurück und hatte seinen größten Erfolg bei der UK Championship. Er besiegte Darren Clarke und den Top-64-Spieler Nick Pearce und erreichte das Hauptturnier in Bournemouth. Dort verlor er das Erstrundenmatch gegen Andy Hicks mit 6:9. Beim China International erreichte er die Runde der Letzten 96 und zwei weitere Male die Letzten 134. In der Summe brachte ihn das auf Platz 118 der Weltrangliste. Damit fiel er wieder auf die UK Tour zurück und nach einem weiteren Jahr verlor er seinen Profistatus.
Die Challenge Tour zur Wiederqualifikation gab er 2000 nach einer Auftaktniederlage auf. 2001/02 spielte er alle vier Turniere, aber einmal die Runde der Letzten 32 war sein bestes Ergebnis. Bei der Benson & Hedges Championship, einem für Amateure offenen Profiturnier, erreichte er ebenfalls die Runde der Letzten 32. Daneben spielte er auch in der englischen Amateurmeisterschaft, wo er das Finale der Südgruppe verlor. Die Challenge Tour 2002/03 verlief nicht besser als im Jahr zuvor und 2003/04 gewann er gar nur noch 2 Partien in den 4 Turnieren. Danach gab er seine Profiambitionen auf.
2010 spielte er als Amateur wieder die englische Meisterschaft. Diesmal besiegte er im regionalen Finale Jeff Cundy mit 8:7 und verlor dann das Endspiel gegen Leo Fernandez mit 6:10. Danach nahm er noch einmal bei der neuen, zur Main Tour gehörenden Players Tour Championship (PTC) teil und erreichte immerhin bei zwei Turnieren in Sheffield die Hauptrunde der Profis. Außerdem gelang ihm die Qualifikation für das World Open 2010. Alle Partien gegen Profispieler verlor er aber. Erst im Jahr darauf besiegte er beim zweiten PTC-Turnier den Waliser Dominic Dale und zog in die Runde der Letzten 64 ein. 2012/13 stand er zweimal in einem PTC-Hauptturnier, bei den Munich Open 2013 erstmals auch außerhalb Englands. Im selben Jahr bekam Whitty auch eine Einladung für die 6-Red World Championship. Mit nur 2 Siegen aus 5 Partien überstand er die Gruppenphase und verlor in der Runde der Letzten 32 gegen Robert Milkins. Es war sein letzter Main-Tour-Auftritt.
2012 spielte er erstmals die Amateureuropameisterschaft und kam unter die Letzten 32. Im Jahr darauf schaffte er es bis ins Halbfinale, wo er gegen Robin Hull verlor. 2014 erreichte er das Finale, doch Mitchell Mann verwehrte ihm mit einer 2:7-Niederlage den Titel. 2015 schaffte er es noch einmal unter die Letzten 32. Auch bei der Amateurweltmeisterschaft trat er zweimal an, 2013 stand er dort unter den Letzten 32.
John Whitty ist Freund und Trainingspartner von Rod Lawler.

## Erfolge
Ranglistenturniere:
- Runde der Letzten 64:  UK Championship (1998)

Amateurturniere:
- Finale:
  - Europameisterschaft (2014)
  - Englische Meisterschaft (2010)